# StudiVZ
StudiVZ (чете се Щу̀ди-фа̀у-цет от Studentenverzeichnis) е безплатна социална мрежа.
Уебсайтът StudiVZ е базиран в Берлин и е предназначен предимно за немско-говорещи студенти, но поради популярността му се използва масово и от неучащи и хора неживеещи в Германия. StudiVZ е една от най-големите социални мрежи в Европа с над 15 милиона регистрирани потребители .
Уебсайтът StudiVZ е създаден от двама берлински студенти през 2005 г. и финансиран чрез спонсори. Година по-късно се появяват няколко други версии на StudiVZ, това са StudiQG за Франция, StudiLN – Италия, EstudiLN – Испания, StudentIX – Полша, SchülerVZ – специална версия за ученици. По-късно се създава и MeinVZ – версия за неучащи.
Както при всяка социална мрежа, в StudiVZ потребителите имат възможност да създават собствен профил с информация за себе си, да публикуват снимки, да създават групи и да обменят информация.